# CDK5RAP1
La proteína 1 asociada a la subunidad reguladora CDK5 es una proteína que en humanos está codificada por el gen CDK5RAP1 .
La quinasa neuronal similar a CDC2, que participa en la regulación de la diferenciación neuronal, está compuesta por una subunidad catalítica, CDK5, y una subunidad activadora, p25NCK5A. La proteína codificada por este gen se une a p25NCK5A y, por tanto, puede participar en la diferenciación neuronal. Existen múltiples variantes de transcripción para este gen, pero se ha determinado la naturaleza completa de solo dos.